# Wilhelm Prehm

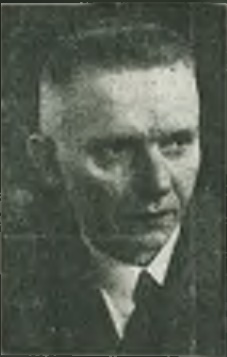
Wilhelm Prehm (1935)

Wilhelm Prehm (* 1874; † 1942 in Leipzig) war ein deutscher Ingenieur und Luftschiffer.

## Leben und Wirken
Prehm war von Beruf Elektroingenieur und als solcher maßgeblich am Bau der ersten Überlandzentralen im Freistaat Sachsen beteiligt. 1923 war er einer der Mitgründer der Firma Erzgebirgische Metallindustrie GmbH in Beierfeld. Später wechselte er nach Chemnitz und zuletzt war er Oberingenieur bei den Erlaer Maschinenwerken.
Mit dem Direktor Nellen, dem früheren Geschäftsführer der Wasserstoff-Sauerstoff-Werke in Schwarzenberg/Erzgeb. und anderen Sportbegeisterten gründete er zu Beginn des 20. Jahrhunderts den Obererzgebirgischen Verein für Luftfahrt in Schwarzenberg, der zu hoher Blüte gelangte. Wilhelm Prehm war einer der ersten Inhaber des Führerscheines für Freiballone, und mehrere Luftschiffer des Ersten Weltkriegs haben von ihm die ersten Anregungen und Lehren empfangen. Viele Jahre war er auch für den Deutschen Luftsportverband in Chemnitz tätig. Im Wintersemester 1934/35 lehrte Prehm an der  dortigen Staatlichen Akademie für Technik (Abteilung Flugzeugbau) im Fach Meteorologie.
Zahlreiche Fahrten führte er mit Ballons vom Sauerstoffwerk in Schwarzenberg aus. Zu besonderem Ruhm half er seinem Verein im Jahre 1929 durch seine Führung des Ballons „Schwarzenberg“ in einem internationalen Wettbewerb im Freiballon-Wettfahren. Nach einer abenteuerlichen Fahrt mit Start in Berlin-Tempelhof landete Prehm als Sieger tief im Landesinneren von Finnland, nachdem er ein Jahr zuvor bereits mit dem Ballon „Leipziger Messe“ bis nach Hangö in Finnland gefahren war.
1935 gewann Prehm gemeinsam mit Ballonführer Otto Bertram und Kettenführer Fritz Schubert mit dem Ballon „Chemnitz VIII“ einen weiteren Wettfahrt-Wettbewerb bei den Deutschen Ballon-Meisterschaften.

## Ehrungen
- 1932 Silbernes Sportabzeichen für Freiballonführer

## Schriften (Auswahl)
- Im Freiballon „Leipziger Messe“ (1680 cbm) von Berlin-Tempelhof über die Ostsee nach Hangö (Finnland) am 28./29. Okt. 1928. Fahrtbericht. Leipziger Verein f. Luftfahrt u. Flugwesen, Leipzig 1929.